# Théorème de Cantor-Bernstein
Pour les articles homonymes, voir Cantor et Bernstein.
Cet article possède un paronyme, voir Théorème de Bernstein.

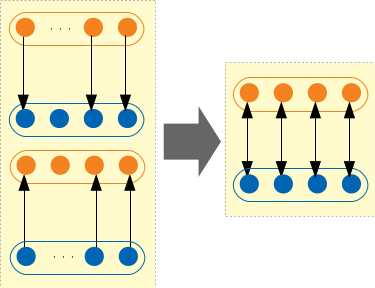
L'existence d'une injection de E vers F et d'une injection de F vers E, implique l'existence d'une bijection de E vers F.

Le théorème de Cantor-Bernstein, également appelé théorème de Cantor-Schröder-Bernstein, est le théorème de la théorie des ensembles qui affirme l’existence d'une bijection entre deux ensembles dès lors qu'il existe deux injections, l'une du second vers le premier l'autre du premier vers le second.
Théorème — S'il existe une injection d'un ensemble E vers un ensemble F et une injection de F vers E, alors il existe une bijection de E sur F.
Il est nommé ainsi en référence aux mathématiciens Georg Cantor, Felix Bernstein et Ernst Schröder. Cantor en donna une première démonstration, mais qui utilisait implicitement l'axiome du choix[réf. nécessaire]. Bernstein en donna une démonstration qui ne dépendait pas de cet axiome. Cependant, toutes les démonstrations données utilisent le principe du tiers exclu et de ce fait ne sont pas acceptées par les intuitionnistes. En 2019, Cécilia Pradic et Chad E. Brown montrent que le théorème de Cantor-Bernstein implique le  principe du tiers exclu en théorie des ensembles intuitionniste.

## Historique

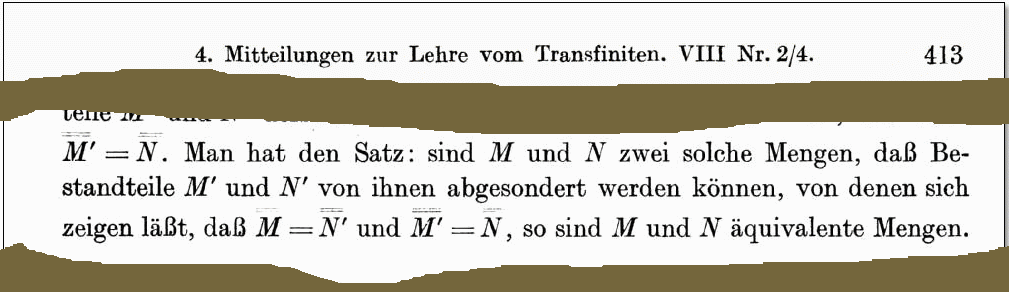
Énoncé original de Cantor (1887).

Georg Cantor énonce ce théorème sans démonstration en 1887. En 1895, Cantor remarque dans la première partie de Beiträge zur Begründung der transfiniten Mengenlehre (« Sur les fondements de la théorie des ensembles transfinis ») que le théorème se déduit de la propriété de trichotomie pour les cardinaux (Cantor considère en effet que tout ensemble peut être bien ordonné, ce qui équivaut à l'axiome du choix), mais renvoie a une publication ultérieure la démonstration de cette propriété.
Felix Bernstein, élève de celui-ci, produit une démonstration qui n'utilise pas les bons ordres (et ne nécessite pas l'axiome du choix) dès 1896 à l'âge de 18 ans. Elle est publiée en 1898 sur proposition de Cantor dans Leçons sur la théorie des fonctions sous la plume d'Émile Borel,.
Ernst Schröder publie lui aussi une démonstration en 1898, mais celle-ci s'avère erronée. L'erreur est repérée en 1902 par Alwin Korselt qui en fait part à Schröder début mai 1902. Celui-ci reconnaît que la paternité de la démonstration du théorème revient entièrement à Bernstein, dans une réponse envoyée quinze jours plus tard (un mois avant sa mort). Il ajoute s'être lui-même rendu compte du problème en 1901 et en avoir fait part alors à son ami Max Dehn.
Korselt soumet fin mai 1902 un article aux Mathematische Annalen, où il expose l'erreur de Schröder et propose une autre démonstration, mais celui-ci n'est publié qu'en 1911. Pendant tout ce temps la preuve de Schröder est considérée comme correcte, en particulier par Cantor, Peano et Schönflies.
Richard Dedekind avait rédigé une preuve du théorème de Cantor-Bernstein dès 1887, pour laquelle il utilise sa théorie des chaînes publiée dans son ouvrage Was sind und was sollen die Zahlen ? (1888). Elle a été retrouvée après sa mort et publiée seulement en 1930.
Ignorant alors cette démonstration, Ernst Zermelo publie deux démonstrations du théorème en 1901 puis en 1908, toutes deux fondées sur la théorie des chaînes de Dedekind, dont la seconde s'avère très similaire à celle de Dedekind. Zermelo avait déjà envoyé sa seconde preuve à Poincaré début 1906, en réponse à une critique de Poincaré sur l'usage de l'induction complète (définition par récurrence et raisonnement par récurrence) dans les preuves alors connues du théorème de Cantor-Bernstein. Cette critique est accompagnée d'une version détaillée de la preuve de Bernstein-Borel qui met en évidence l'usage de l'induction complète. Elle avait été publiée dans la Revue de métaphysique et de morale en janvier 1906. La preuve de Zermelo n'utilise pas les entiers, et donc manifestement pas de récurrence. En réponse, Poincaré publie dans la même revue en mai de la même année une adaptation en français de la démonstration de Zermelo, dont il critique l'usage de l'imprédicativité, critiques auxquelles répond Zermelo en 1908.

## Trois démonstrations

### Première démonstration

#### Lemme préliminaire
On commence par montrer que si {\displaystyle u} est une application injective d'un ensemble {\displaystyle A} vers une de ses parties, {\displaystyle B}, alors il existe une bijection {\displaystyle v} de {\displaystyle A} sur {\displaystyle B}.
Soit {\displaystyle (C_{n})_{n\in \mathbb {N} }} la suite définie par :
{\displaystyle \left\{{\begin{matrix}C_{0}=A\setminus B\\\forall n\in \mathbb {N} ^{*},C_{n}=u(C_{n-1})\end{matrix}}\right.}
Soit {\displaystyle C} la réunion de tous les ensembles {\displaystyle (C_{n})_{n\in \mathbb {N} }} : {\displaystyle C=\bigcup _{n\in \mathbb {N} }C_{n}}.
Soit alors {\displaystyle v} l'application de {\displaystyle A} dans {\displaystyle B} définie par :
{\displaystyle {\begin{matrix}v:&x\in C&\mapsto &u(x)\\&x\notin C&\mapsto &x\end{matrix}}}
{\displaystyle v} est bien définie à valeurs dans {\displaystyle B}, car {\displaystyle u} est à valeurs dans {\displaystyle B}, et si {\displaystyle x\notin C} alors {\displaystyle x\notin C_{0}} et donc {\displaystyle x\in B}.
{\displaystyle v} envoie injectivement {\displaystyle C} dans {\displaystyle u(C)=\cup _{n\in \mathbb {N} }u(C_{n})=\cup _{m\in \mathbb {N} ^{*}}C_{m}\subset C} ; et le complémentaire de {\displaystyle C} identiquement dans lui-même. C'est donc une injection.
Montrons que {\displaystyle v} est surjective. Soit {\displaystyle y\in B}. Montrons qu'il existe un {\displaystyle x\in A} tel que {\displaystyle v(x)=y}.
- Si {\displaystyle y\in C} : alors il existe {\displaystyle i\in \mathbb {N} ^{*}} tel que {\displaystyle y\in C_{i}} ({\displaystyle i} est strictement positif car {\displaystyle y\in B}, donc {\displaystyle y\notin C_{0}}). Il existe donc {\displaystyle x\in C_{i-1}\subset C} tel que {\displaystyle v(x)=u(x)=y}.
- Si {\displaystyle y\notin C} : alors {\displaystyle v(y)=y}

Ainsi, {\displaystyle v} est bijective, ce qui démontre la première proposition.

#### Interprétation
On peut donner une interprétation du résultat montré ci-dessus. A est l'ensemble (infini) des spectateurs d'un théâtre (infini). Chaque spectateur a réservé une place, et initialement, on suppose que chaque place est occupée par un spectateur, mais pas forcément par le spectateur qui a réservé cette place. B est alors l'ensemble des spectateurs assis. Par ailleurs, les ensembles étant infinis, il peut rester des spectateurs debout. L'application u est l'application qui associe, à un spectateur x, le spectateur y = u(x) assis à la place de x.
{\displaystyle C_{0}} est l'ensemble des spectateurs initialement debout. Ces spectateurs se rendent à leur place et en délogent les occupants. Ceux-ci forment alors l'ensemble {\displaystyle C_{1}}. Ces derniers procèdent de même. {\displaystyle C_{n}} désigne les spectateurs debout à la n-ème étape. Ils vont aux places qu'ils ont réservées et en chassent leurs occupants. On itère une infinité de fois. C désigne l'ensemble des spectateurs qui se sont levés au moins une fois (y compris ceux qui étaient debout initialement).
L'application v désigne l'application qui associe, à un spectateur x qui doit se lever, le spectateur y qu'il va déloger, ou bien qui, à un spectateur x qui reste toujours assis, associe x lui-même. L'application réciproque de v est l'application qui, à un spectateur y qui est dérangé, associe le spectateur x qui vient prendre sa place, ou bien qui associe, à un spectateur y jamais dérangé, y lui-même.

#### Démonstration finale du théorème
Montrons alors le théorème initial : {\displaystyle \left\{{\begin{matrix}\exists f:E\to F\;{\rm {injective}}\\\exists g:F\to E\;{\rm {injective}}\end{matrix}}\right.\Longrightarrow \exists h:E\to F\;{\rm {bijective.}}}
Soit B = g(F) l'image de F par l'injection g. L'application u = g o f est une injection de E dans B, avec {\displaystyle B\subset E}. Donc il existe une bijection v de E sur B.
Comme g est une injection et g(F) = B, elle définit par restriction une bijection h de F sur B. La composée h-1∘v est une bijection de E sur F, ce qui démontre le théorème de Cantor-Bernstein.

### Deuxième démonstration

#### Un lemme préliminaire
Cette démonstration repose sur le lemme suivant, cas particulier du théorème de Knaster-Tarski[réf. souhaitée].

Soit {\displaystyle E} un ensemble, {\displaystyle P(E)} l'ensemble de ses parties et {\displaystyle G:P(E)\to P(E)} une application croissante, c'est-à-dire telle que {\displaystyle A\subset B\Rightarrow G(A)\subset G(B)}. Alors {\displaystyle G} admet un point fixe, c'est-à-dire qu'il existe une partie {\displaystyle M} de {\displaystyle E} telle que {\displaystyle G(M)=M}.

#### Démonstration finale
Soient maintenant {\displaystyle f} injective de {\displaystyle E} dans {\displaystyle F} et {\displaystyle g} injective de {\displaystyle F} dans {\displaystyle E}. Pour toute partie {\displaystyle A} de {\displaystyle E}, on pose {\displaystyle G(A)=E\setminus g\left[F\setminus f(A)\right]}, c'est-à-dire que {\displaystyle G(A)} s'obtient en prenant l'image directe {\displaystyle f(A)}, puis le complémentaire dans {\displaystyle F} de cette image, puis l'image directe par {\displaystyle g} de ce complémentaire, et enfin le complémentaire dans {\displaystyle E} de cette image. Il n'est pas difficile de vérifier que {\displaystyle G:P(E)\to P(E)} est croissante.
On introduit alors la partie {\displaystyle M} du lemme préliminaire. Cette partie est invariante par {\displaystyle G}, ce qui signifie que {\displaystyle g\left[F\setminus f(M)\right]} est le complémentaire de {\displaystyle M} dans {\displaystyle E}.
On définit une bijection {\displaystyle h:E\to F} en posant :
si {\displaystyle x\in M,h(x)=f(x)} ;
si {\displaystyle x\notin M,h(x)=g^{-1}(x)}.
{\displaystyle M} joue un rôle comparable à la partie {\displaystyle C} dans la première démonstration ou à {\displaystyle E_{E}\cup E_{\infty }} dans la démonstration qui suit.

### Troisième démonstration
Cette démonstration est essentiellement celle publiée par Julius König en 1906, et souvent reprise depuis.
Supposons, sans perte de généralité, que {\displaystyle E} et {\displaystyle F} sont disjoints.

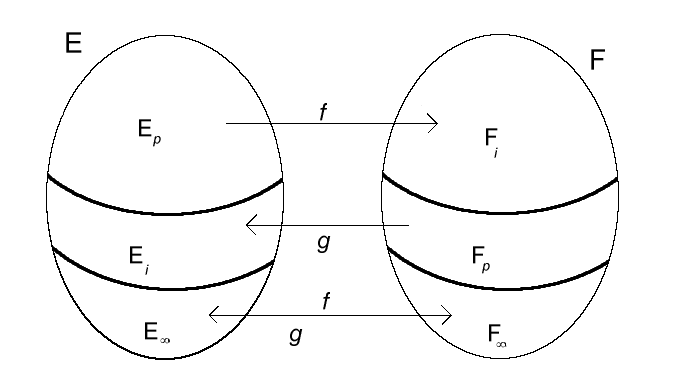
Théorème de Cantor-Bernstein (les ensembles,, et sont notés ici respectivement,, et).

À élément {\displaystyle x} de {\displaystyle E}, on associe une suite {\displaystyle (x_{0},x_{1},\dots )} finie ou infinie définie par récurrence de la façon suivante. La valeur initiale est {\displaystyle x_{0}=x}. Supposons  {\displaystyle x_{n}} défini (sinon {\displaystyle x_{n+1}} n'est pas défini), alors :
- si {\displaystyle x_{n}\in E} possède un antécédent par g, alors {\displaystyle x_{n+1}} est cet (unique) antécédent (remarque : dans ce cas n est pair) ;
- si {\displaystyle x_{n}\in F} possède un antécédent par f, alors {\displaystyle x_{n+1}} est cet (unique) antécédent (remarque : dans ce cas n est impair) ;
- dans les autres cas {\displaystyle x_{n+1}}n'est pas défini.

Trois cas sont alors possibles pour la suite {\displaystyle (x_{0},x_{1},\dots )} qui permettent de partitionner {\displaystyle E} en trois ensembles :
- {\displaystyle E_{E}} est l'ensemble des {\displaystyle x\in E} tels que la suite {\displaystyle (x_{0},x_{1},\dots )} correspondante est finie et s'arrête sur un élément de {\displaystyle E} (de façon équivalente, l'indice du dernier élément est pair) ;
- {\displaystyle E_{F}} est l'ensemble des {\displaystyle x\in E} tels que la suite {\displaystyle (x_{0},x_{1},\dots )} correspondante est finie et s'arrête sur un élément de {\displaystyle F} (de façon équivalente, l'indice du dernier élément est impair) ;
- {\displaystyle E_{\infty }} est l'ensemble des {\displaystyle x\in E} tels que la suite {\displaystyle (x_{0},x_{1},\dots )} correspondante est infinie.

On partitionne {\displaystyle F} de façon analogue en {\displaystyle F_{F}}, {\displaystyle F_{E}} et {\displaystyle F_{\infty }}. Alors :
- {\displaystyle f} est une bijection de {\displaystyle E_{E}} sur {\displaystyle F_{E}}, ainsi que de {\displaystyle E_{\infty }} sur {\displaystyle F_{\infty }} ;
- {\displaystyle g} est une bijection de {\displaystyle F_{F}} sur {\displaystyle E_{F}}, et sa réciproque est donc une bijection de {\displaystyle E_{F}} sur {\displaystyle F_{F}}.

On obtient ainsi une bijection de {\displaystyle E} sur {\displaystyle F}.

## Généralisation
Soient X un ensemble non vide et {\displaystyle \sim } une relation d'équivalence sur l'ensemble des parties de X.
On suppose qu'elle vérifie les deux propriétés :
- si {\displaystyle A\sim B} alors il existe une bijection {\displaystyle f:A\to B} telle que, pour toute partie {\displaystyle C} de {\displaystyle A}, {\displaystyle f(C)\sim C} ;
- si {\displaystyle A_{1}\cap A_{2}=B_{1}\cap B_{2}=\varnothing } et {\displaystyle A_{1}\sim B_{1}} et {\displaystyle A_{2}\sim B_{2}} alors {\displaystyle A_{1}\cup A_{2}\sim B_{1}\cup B_{2}}.

Soient deux ensembles {\displaystyle A} et {\displaystyle B}, un sous-ensemble {\displaystyle A_{1}} de {\displaystyle A} et un sous-ensemble {\displaystyle B_{1}} de {\displaystyle B}. On suppose que {\displaystyle A\sim B_{1}} et {\displaystyle B\sim A_{1}}. Alors {\displaystyle A\sim B}.
Cette généralisation peut, elle aussi, être démontrée sans l'axiome du choix.
Dans le cas particulier où {\displaystyle X=E\cup F} et {\displaystyle \sim } est la relation d'équipotence, on retrouve le résultat précédent.